# パサデナ (テキサス州)
パサデナ（パサディーナ英: Pasadena、発音: [ˌpæsəˈdiːnə]）は、アメリカ合衆国テキサス州のハリス郡にある都市。人口は15万1950人（2020年）。ヒューストン都市圏に入っている。
町としては1893年にガルベストンのジョン・H・バーネットによって設立された。植生がカリフォルニア州パサデナと類似していると思ったので、バーネットがパサデナと名付けた。パサデナという言葉はチッペワ族インディアンの"Weoquan Pasadena"すなわち「流域の王冠」の一部を採ったものである。
パサデナの自警消防団は全米でも最大の全てがボランティアによる消防団となっている。

## 歴史

### 初期の歴史
ヨーロッパ人が入る以前、ガルベストン湾周辺の地域にはカランカワ族とアタカパ族などインディアンが住んでいた。特にアコキサ族はメキシコ湾岸全体に住んでいた。スペインのリバス・イリアルテ遠征隊やホセ・アントニオ・デ・エビアなどの探検家が湾岸の海図を作り、地名を決めていった。海賊のジャン・ラフィットが19世紀初期に湾岸とクリア湖周辺に基地と隠れ家を設けて、ガルベストンに短命の王国を打ち立てた。ラフィットは1821年にアメリカ合衆国海軍によって強制退去させられた。
メキシコはスペインからの独立宣言に続いて、新しい国家としてメキシコ国内およびアメリカ合衆国からの開拓者に土地特許を認めることで北方の領土であるテキサスへの植民に動いた。この植民地はスティーブン・オースティンによって樹立され、ニューヨークのガルベストン湾テキサス土地会社が湾周辺に急速に開拓者の波を受け容れ始めた。メキシコにおけるアントニオ・ロペス・デ・サンタ・アナによるクーデターに続いて、テキサスは1835年にメキシコの支配に対する革命を起こした。幾つかの戦闘や小競り合いが続いた後、1836年4月21日にテキサス革命の最後の戦い（サンジャシントの戦い）が現在のパサデナ近くで起こった。サンタ・アナはビンス・バイユーで捕虜になった。これがメキシコの降伏に繋がる最後の闘争になったので、パサデナと近隣のディアパークは「テキサスの生誕地」という渾名を採用した。

### 牧畜と開拓
1843年にサム・アレンが350エーカー (1.4 km²) の土地で牧場を始めた。これが現在のパサデナ西部からハリスバーグまでの全てを占めたアレン牧場となった。1888年までにこの牧場はハリス郡内に15,000エーカー (60 km²)、ブラゾリア郡に10,000 エーカー (40 km²)、ガルベストン郡とフォートベンド郡に放牧地があるという広さになった。
ガルベストン・ハリスバーグ・ヒューストン鉄道がアレン牧場の中を通った。牛が頻繁に鉄道で轢き殺されるという問題があり、アレンは1875年に牛を鉄道線路に近付けないようにするために線路の敷設権がある土地の直ぐ東側にそって 19 マイル (31 km) のフェンスを作った。このフェンスはハリスバーグからリーグシティまで伸びており、4本のレールで作られ、上部のレールは人が歩けるくらい広かった。ハリスバーグ・リンチバーグ道路とフェンスが交わる所には門が付けられ、常時閉鎖しておくことを示す大きな看板が取り付けられた。このフェンスより東のバッファロー・バイユーからシムズ・バイユーの線路までの地域はガルベストン湾まで伸びていた。ここには 100,000 エーカー (400 km²) の牛の放牧地があった。
現在のパサデナの地近くに町の設立が提案されたこともあったが、計画は短命に終わり、放棄されるか着手されることもなかった。1982年、ガルベストンのジョン・H・バーネット大佐がアレン牧場の直ぐ東、ビンスサーベイの地に無名の町の場所を設定した。バーネットは建設事業と鉄道事業に関わっており、その土地資産に与える価値が分かっていた。この土地は10エーカー (0.04 km²) を区画に販売された。バーネットは近くのディープウォーターやジェノアの町も設立し、これらは後にパサデナやヒューストンに併合された。

### 20世紀

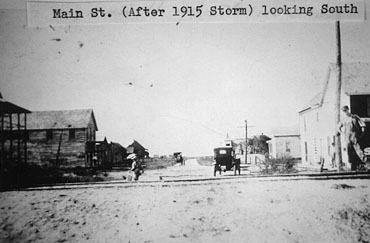
1915年にハリケーン被害を受けたパサデナ中心街

1900年にガルベストンに大きな被害を与えたハリケーンがパサデナにも被害を及ぼした。この惨事の後で本土に移ったガルベストンの避難民によってパサデナは人口が急増した。新しく創設された赤十字の寄付には湾岸農家に対する数百万の苺の苗も含まれ、町の再生に貢献した。このことに加えて、テキサコの創設者ジョセフ・C・カリナンがこの地域に大きな苺農園を作ったこともあって、その後長年にわたってパサデナは果物の大きな生産地になった。町が回復するにつれて、アレン牧場の広大な土地が分割されて新しい開発に使われるようになった。町に入ってきた日本出身の農夫が米を作るようになり、農業も多様化した。製紙工場などの企業が発展を始めた。
1901年にスピンドルトップの油井と共にテキサス州の石油ブームが始まった。グースクリークで油田が発見され、ガルベストン湾周辺で石油開発事業が拡大した。1920年までにパサデナで製油所が操業を始め、その後も拡張を続けた。世界大戦が順次工業の発展を促し、パサデナの成長率は隣接するヒューストンを上回る時もあった。
20世紀の半ばまでにパサデナの経済は強く石油やその他の重工業との結びつきを強めた。1963年にパサデナの近くにNASAのジョンソン宇宙センターが設立され、その近くにできたクリアレイクシティの住宅地区は一部パサデナの管轄下に入った。これらの開発によって町の経済が大きく多様化することになった。
全米でも最大級の化学工業地帯であるベイポート工業地域は重要な雇用を生み出している。ジョンソン宇宙センターに関連するハイテク産業も発展しており、ベイポートの入出荷ターミナルが開設されて、急速に市の経済基盤に加わった。

## 地理

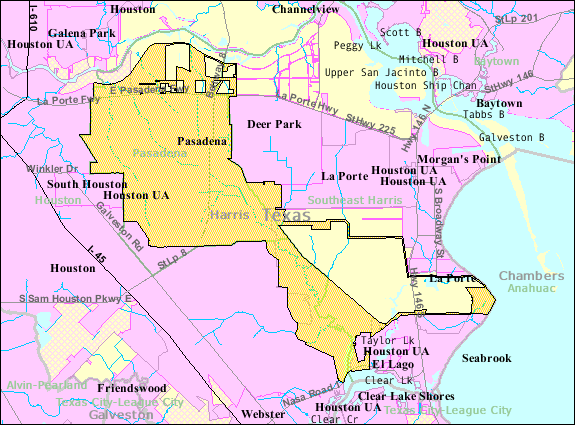
パサデナの市域

パサデナは北緯29度40分34秒 西経95度10分26秒 / 北緯29.67611度 西経95.17389度座標: 北緯29度40分34秒 西経95度10分26秒 / 北緯29.67611度 西経95.17389度に位置する。
アメリカ合衆国国勢調査局に拠れば、市域全面積は44.5平方マイル (115.3 km2)、このうち陸地は44.2平方マイル (114.4 km2)、水域は0.4平方マイル (0.9 km2)で水域率は0.81％である。市の北はヒューストン船舶水路（バッファロー・バイユーとサンジャシント川）に接している。最南端はガルベストン湾である。

### 地区
パサデナ市には次のような地区がある。
- ビスタビラ
- アレンデール
- ベイポート
- バークメドーズ
- クリアレイクシティ
- ディープウォーター
- エル・ジャルダン・デル・マール
- ゴールデンエーカーズ
- オールドダウンタン
- パークビューメナー
- レッドブラフ・テラス
- ビレッジグローブ・イースト
- ビレッジグローブ・イーストタウンホームズ
- ビレッジグローブ

### 気候
パサデナの気候は隣接するヒューストンと同様であり、アメリカ合衆国南部に典型的な暑く湿気の多い夏と温暖な冬がある。
| パサデナの気候         | パサデナの気候 | パサデナの気候 | パサデナの気候 | パサデナの気候 | パサデナの気候 | パサデナの気候 | パサデナの気候 | パサデナの気候 | パサデナの気候 | パサデナの気候 | パサデナの気候 | パサデナの気候 | パサデナの気候 |
| 月                     | 1月            | 2月            | 3月            | 4月            | 5月            | 6月            | 7月            | 8月            | 9月            | 10月           | 11月           | 12月           | 年             |
| ---------------------- | -------------- | -------------- | -------------- | -------------- | -------------- | -------------- | -------------- | -------------- | -------------- | -------------- | -------------- | -------------- | -------------- |
| 最高気温記録 °C （°F） | 29 (85)        | 31 (87)        | 36 (96)        | 34 (94)        | 37 (98)        | 38 (101)       | 40 (104)       | 41 (106)       | 38 (101)       | 36 (96)        | 32 (90)        | 29 (84)        | 41 (106)       |
| 平均最高気温 °C （°F） | 17 (63)        | 19 (67)        | 23 (74)        | 26 (79)        | 30 (86)        | 33 (91)        | 34 (94)        | 34 (93)        | 32 (89)        | 28 (82)        | 23 (73)        | 18 (65)        | 27 (80)        |
| 平均最低気温 °C （°F） | 7 (45)         | 9 (48)         | 13 (55)        | 16 (61)        | 20 (68)        | 23 (74)        | 24 (75)        | 24 (75)        | 22 (72)        | 17 (62)        | 12 (53)        | 8 (47)         | 16 (61)        |
| 最低気温記録 °C （°F） | −12 (10)       | −10 (14)       | −6 (22)        | 0 (32)         | 7 (44)         | 13 (56)        | 13 (55)        | 18 (64)        | 10 (50)        | −5 (23)        | −4 (25)        | −13 (9)        | −13 (9)        |
| 降水量 mm （inch）     | 109 (4.3)      | 76 (3.0)       | 81 (3.2)       | 89 (3.5)       | 130 (5.1)      | 173 (6.8)      | 112 (4.4)      | 114 (4.5)      | 142 (5.6)      | 135 (5.3)      | 114 (4.5)      | 97 (3.8)       | 1,372 (54)     |
| 出典：weather.com      |                |                |                |                |                |                |                |                |                |                |                |                |                |

## 人口動態
以下は2000年の国勢調査による人口統計データである。
| 基礎データ - 人口: 141,674人 - 世帯数: 47,031世帯 - 家族数: 35,179家族 - 人口密度: 1,238.7人/km2（3,208.1人/mi2） - 住居数: 50,367軒 - 住居密度: 440.4軒/km2（1,140.5軒/mi2） 人種別人口構成 - 白人: 71.45% - アフリカン・アメリカン: 1.63% - ネイティブ・アメリカン: 0.68% - アジア人: 1.83% - 太平洋諸島系: 0.04% - その他の人種: 21.30% - 混血: 3.08% - ヒスパニック・ラテン系: 48.24% 年齢別人口構成 - 18歳未満: 31.6% - 18-24歳: 11.4% - 25-44歳: 31.2% - 45-64歳: 17.9% - 65歳以上: 7.9% - 年齢の中央値: 29歳 - 性比（女性100人あたり男性の人口） - 総人口: 99.8 - 18歳以上: 97.6 | 世帯と家族（対世帯数） - 18歳未満の子供がいる: 43.1% - 結婚・同居している夫婦: 55.8% - 未婚・離婚・死別女性が世帯主: 13.1% - 非家族世帯: 25.2% - 単身世帯: 20.4% - 65歳以上の老人1人暮らし: 6.2% - 平均構成人数 - 世帯: 2.99人 - 家族: 3.48人 収入と家計 - 収入の中央値 - 世帯: 38,522 米ドル - 家族: 42,541米ドル - 性別 - 男性: 34,330米ドル - 女性: 25,869米ドル - 人口1人あたり収入: 16,301米ドル - 貧困線以下 - 対人口: 16.0% - 対家族数: 13.2% - 18歳未満: 20.8% - 65歳以上: 10.5% |

## 経済
パサデナ市の重要な経済分野には石油とガス源の探索、石油精製、石油化学、海運、宇宙開発および医療がある。隣接するヒューストン船舶水路、ベイポート・ターミナルおよび工業地帯と密接に関連しており、またクリアレイク地域にあるNASAのリンドン・B・ジョンソン宇宙センターとも関連している。ペトロブラスとアストラ・ホールディングUSAの共同事業であるパサデナ石油精製がパサデナに本社を置いている。

### 政府関連の役所
ハリス郡がカイル・チャップマン/パサデナ裁判所別館を運営している。ハリス郡病院地区がパサデナのストロベリー医療センターを運営している。
テキサス州刑事司法局がパサデナにあるヒューストン第5地区保護観察所を運営している。
市内には4つの郵便局がある。

## 市政府
パサデナ市政府は1人の市長と8人の委員からなる市長・市政委員会方式を採用しており、法を制定し、予算や政策を設定している。

## 文化
市内にはパサデナ歴史博物館、ベイエリア博物館およびアーマンド・バイユー自然センターなど幾つかの博物館がある。また市民劇場 があり、パサデナ交響楽団が活動し、毎年ロデオ大会 が開催されている。市内の日刊紙は「パサデナ・シティズン」である。
パサデナは船舶航路に隣接する石油精製所があるので、地元では「スティンカデナ」（悪臭源）という渾名がある。他にヒューストンとパサデナを結ぶ州道225号線沿いに大規模下水処理場があることもこの渾名が付いた理由の可能性がある。その他、1980年代半ばに朝のロック番組のDJモービーによって「パサ・ゲダウン・デナ」と名付けられた。バンドの「ケネフィック」のアルバム「"Hard Road"」など、そのタイトルを「パサ・ゲダウン・デナ」とした幾つかのカントリーミュージックソングが録音されてきた。

### ギリーと都会のカウボーイ
1980年にパサデナの若者の生活と恋を描いたヒット映画『都会のカウボーイ』を撮影するために、ジョン・トラボルタやデブラ・ウィンガーなどの俳優が市内を訪れた。この映画はホンキートンク酒場である「ギリーズ」を舞台にしており、その酒場はカントリーミュージックのスターであるミッキー・ギリーが共同経営者になっていた。1989年、放火による火事で内装が焼けたが、躯体は2006年まで残っていた後に、現所有者であるパサデナ独立教育学区が解体した。古い録音室のみが残っている。ギリーは今でも市内に在住している。

### イチゴ祭
1900年のガルベストン・ハリケーンが起こって、多くの人がパサデナ市内に移ってきた。アメリカ赤十字の創設者クララ・バートンは150万のイチゴの苗を購入し、洪水の被害者が立ち直れるようパサデナ市に贈った。1930年代までにこれらから多くの収穫が上がり、パサデナは「世界のイチゴの首都」を名告るようになった。その最盛期には毎日列車28両分のイチゴを出荷していた。この歴史を称えるために、毎年パサデナ・イチゴ祭を開催するようになった。現在のイチゴ道路は昔イチゴ畑があった場所に近い市内の大半を通っている。2008年の祭見物に訪れた人は56,000人だった。

### パサデナ交響楽協会とオーケストラ
パサデナ交響楽協会とオーケストラは、2つの団体が合わさったものである。協会は地元で芸術やクラシック音楽を支援する会員で構成され散る。オーケストラは地元の音楽教師、音楽家、カレッジの学生、および選抜された生徒で構成されている。1982年秋に初演を行い、以降継続的に演奏会を行っている。

## 教育

### カレッジと大学
高等教育機関としては次のものがある。

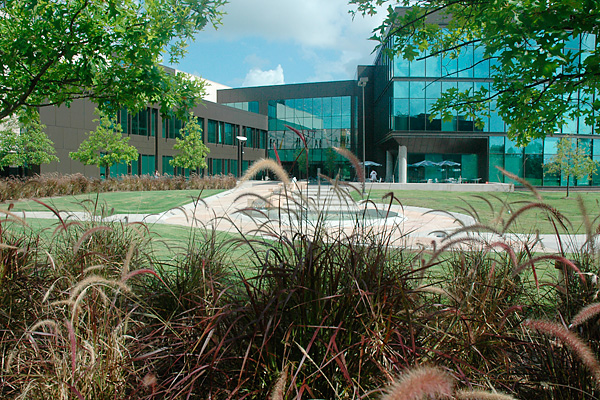
ヒューストン・クリアレイク大学

- ヒューストン・クリアレイク大学、敷地の一部がパサデナ市内、一部がヒューストン市内にある
- サンジャシント・カレッジ、中央キャンパスとカレッジシステムの本部が市内にある。コミュニティ・カレッジであり、パサデナ全市とその他幾つかの教育学区を対象にしている。
- テキサス・カイロプラクティック・カレッジ、1908年設立、国内でも4番目に古いカイロプラクティックのカレッジである。1971年以来、南部カレッジ・学校協会によってレベル5の博士号を授与できる資格を与えられている。その運営する病院ローテーション・プログラムは総合健康管理の分野で先駆的なものである。これは医療実習生にテキサス医療センターなどヒューストン都市圏にある30近い病院を回る機会を与えるものである。

### 初等中等教育
市内の大半はパサデナ独立教育学区が管轄している。市内東部はディアパーク独立教育学区、南部はクリアクリーク独立教育学区とラポルテ独立教育学区が管轄している。

### 公共図書館
パサデナ公共図書館システムは本館がジェフ・ジン記念ドライブ1201に、フェアモント支所がフェアモント・パークウェイ4330のパナマ通りとワッターズ通りの間にある。

## 公園
ハリス郡が市内にある幾つかのコミュニティセンターを運営している。
- 東ハリス郡活動センター[37]
- ベイエリア・コミュニティセンター[38]
- クリアレイク・ウォーターフロント

地元住民は市内に47か所ある公園で、テニスコート、サッカー場、ジョギング道路、ウォーキング道路、ピクニックテーブル、家族型パビリオン等を利用でき、また5つの水泳プール、5つのゲームルーム・ビル、博物館、イチゴハウス、15のテニスコートおよび21の野球場も利用できる。
YMCAのサンジャシント支所が市内にある。

## アーマンド・バイユー自然センター
アーマンド・バイユー自然センターはパサデナ市内ガルベストン湾の西岸にある広さ2,500エーカー (10 km²) の生物保護地域である。この地域に当初あった生態系では唯一自然が残っている所であり、海岸性の丈の高い草本の平原、沖積層森林およびバイユーがある。沖積層硬材など多様な植生がここに根付いてきた。細い森林の中の水流、点在する湖、池および沼で多くの野生種が繁殖している。アーマンド・バイユーは多くの魚類や甲殻類の産卵地かつ生育地であり、ボブキャットやフクロウなど希少種には天国である。
2010年時点でテキサス州公園野生生物保護局の海岸保存プログラムによって保護されている5か所の1つに指定されている。

## インフラ
|  |  |  |
|  |  |  |

|  |  |  |
|  |  |  |

|  |  |  |
|  |  |  |

### 交通
市内からは3つのフリーウェイが利用できる。州間高速道路45号線が市域から最も近い州間高速道路である。幹線道路はパサデナ・フリーウェイ（州道225号線）である。サム・ヒューストン有料道路（ベルトウェイ8号線）が市の東部を通っている。
ハリス郡有料道路公社が市内でEZタグ（ETCのような自動認識用タグ）を販売している。

#### 公共交通
テキサス州ハリス郡メトロポリタン交通公社（メトロ）がパサデナのタウンスクエア・モールからパークアンドライドを運営している。ハリス郡、パサデナ市およびメトロのジョイントベンチャーが選択できる便数を増やした。メトロは朝のラッシュアワーに4便、夕方のラッシュアワーに5便を運行している。ハリス郡交通部は市内の大半を通るバス便を運行しており、健康センター、ショッピングセンター、カレッジなどの施設に停留所があり、隣接する都市とも接続している。パサデナのパークアンドライド駐車場はパサデナ・タウンスクエアの北側にある。

## 姉妹都市
パサデナ市は次の都市と姉妹都市を結んでいる。
- - 日本、神奈川県、秦野市
- - 大韓民国、京畿道、富川市